# Estany de la Cabana
L'estany de la Cabana és un estany al terme del municipi d'Espot, dins del Parc Nacional d'Aigüestortes i Estany de Sant Maurici. Està situat a 2.377 m d'altitud, a la Vall de Peguera. Desguassa, per un torrent, directament al riu de Peguera, però una petita presa deriva les aigües a l'estany Tort de Peguera.